# Колегія (Російська імперія)
Коле́гія (рос. коллегія) —  у 1711 — 1802 роках профільне відомство (міністерство) центрального уряду в російській імперії. Колегії змінили стару московську систему приказів, а згодом, за європейським зразком, були самі замінені на міністерства. Створені за прикладом колегій у німецькомовних державах.

## Список
- Колегія закордонних справ
- Адміралтейств-колегія
- Комерц-колегія
- Юстиц-колегія